# Mike Redmond
Michael Patrick Redmond (né le 5 mai 1971 à Seattle, Washington, États-Unis) est un joueur de baseball qui évolue dans les Ligues majeures de 1998 à 2010 au poste de receveur pour les Marlins de la Floride, les Twins du Minnesota et les Indians de Cleveland.
Il est manager des Marlins de Miami du début de la saison 2013 à mai 2015.

## Carrière de joueur
Après des études secondaires à la Gonzaga Preparatory School de Spokane (Washington), Mike Redmond suit des études supérieures à la Gonzaga University de 1989 à 1992.
Non sélectionné lors de la draft de juin 1992, Mike Redmond est recruté comme agent libre amateur par les Marlins de la Floride la 17 août 1992. Il passe près de six saisons en Ligues mineures avant d'effectuer ses débuts en Ligue majeure le 30 mai 1998. 
Il prend part à la belle saison des Marlins en 2003 qui s'achève en victoire lors des séries mondiales. Redmond ne participe qu'à deux rencontres lors des series éliminatoires dont une en Série mondiale 2003. Redmond est cette année-là le substitut du receveur Ivan Rodriguez.
Devenu agent libre à l'issue de la saison 2004, il signe chez les Twins du Minnesota le 23 novembre 2004. 
Redmond rejoint les Indians de Cleveland, avec lesquels il signe un contrat d'un an le 15 janvier 2010. Il prend sa retraite après 22 parties jouées pour les Indians en 2010.
Mike Redmond a disputé 764 parties en 13 ans dans le baseball majeur. Il compte 649 coups sûrs, 13 coups de circuit, 243 points produits, 208 points marqués et maintient une moyenne au bâton de ,287.

## Carrière d'entraîneur
Il entame une carrière de manager en 2011 en prenant en charge l'équipe Lansing Lugnuts (A), équipe affiliée aux Blue Jays de Toronto. Il dirige le club durant deux saisons, remportant 155 de ses matchs contre 115 défaites. Il est nommé meilleur manager de la Ligue Midwest en 2011.
Le 1er novembre 2012, Redmond est nommé gérant des Marlins de Miami, l'équipe de Floride pour laquelle il avait joué sept ans en début de carrière. Il succède à ce poste à Ozzie Guillén, congédié au terme de la saison 2012.
À sa première saison en 2013, les Marlins sont derniers de la Ligue nationale et avant-derniers des majeures avec 62 victoires contre 100 défaites, mais ils s'améliorent de façon significative en 2014 lorsqu'ils gagnent 15 matchs de plus. Il termine d'ailleurs 5e du vote annuel désignant le gérant de l'année dans la Nationale. À la fin septembre 2014, le contrat de Redmond est prolongé pour deux ans, soit jusqu'à la fin de la saison 2017.
Malgré la récente prolongation de contrat reçue par l'organisation, Redmond est congédié par les Marlins le 17 mai 2015 après une 9e défaite en 13 matchs de son club, qui est alors 12e sur 15 équipes de la Ligue nationale avec 16 victoires contre 22 défaites. En un peu plus de deux saisons et 362 matchs à la barre du club, Miami a connu 155 succès contre 207 défaites, pour un pourcentage de victoires de ,428.

## Statistiques
| Saison | Équipe    | G   | AB   | R   | H   | 2B  | 3B | HR | RBI | SB | BA    |
| ------ | --------- | --- | ---- | --- | --- | --- | -- | -- | --- | -- | ----- |
| 1998   | Floride   | 37  | 118  | 10  | 39  | 9   | 0  | 2  | 12  | 0  | 0,331 |
| 1999   | Floride   | 84  | 242  | 22  | 73  | 9   | 0  | 1  | 27  | 0  | 0,302 |
| 2000   | Floride   | 87  | 210  | 17  | 53  | 8   | 1  | 0  | 15  | 0  | 0,252 |
| 2001   | Floride   | 48  | 141  | 19  | 44  | 4   | 0  | 4  | 14  | 0  | 0,312 |
| 2002   | Floride   | 88  | 256  | 19  | 78  | 15  | 0  | 2  | 28  | 0  | 0,305 |
| 2003   | Floride   | 59  | 125  | 12  | 30  | 7   | 1  | 0  | 11  | 0  | 0,240 |
| 2004   | Floride   | 81  | 246  | 19  | 63  | 15  | 0  | 2  | 25  | 1  | 0,256 |
| 2005   | Minnesota | 45  | 148  | 17  | 46  | 9   | 0  | 1  | 26  | 0  | 0,311 |
| 2006   | Minnesota | 47  | 179  | 20  | 61  | 13  | 0  | 0  | 23  | 0  | 0,341 |
| 2007   | Minnesota | 82  | 272  | 23  | 80  | 13  | 0  | 1  | 38  | 0  | 0,294 |
| 2008   | Minnesota | 38  | 129  | 14  | 37  | 6   | 0  | 0  | 12  | 0  | 0,287 |
| 2009   | Minnesota | 45  | 135  | 9   | 32  | 5   | 1  | 0  | 7   | 0  | 0,237 |
| 2010   | Cleveland | 22  | 63   | 7   | 13  | 4   | 0  | 0  | 5   | 0  | 0,206 |
| Totaux | Totaux    | 764 | 2264 | 208 | 649 | 117 | 3  | 13 | 243 | 1  | 0,287 |

| Saison | Équipe  | G | AB | R | H | 2B | 3B | HR | RBI | SB | BA    |
| ------ | ------- | - | -- | - | - | -- | -- | -- | --- | -- | ----- |
| 2003   | Floride | 2 | 1  | 1 | 0 | 0  | 0  | 0  | 0   | 0  | 0,000 |
| Totaux | Totaux  | 2 | 1  | 1 | 0 | 0  | 0  | 0  | 0   | 0  | 0,000 |

Note : G = Matches joués ; AB = Passages au bâton; R = Points ; H = Coups sûrs ; 2B = Doubles ; 3B = Triples ; 
HR = Coup de circuit ; RBI = Points produits ; SB = Buts volés ; BA = Moyenne au bâton.